# Maren Schiller
Maren Schiller (* 19. April 1967 in Osnabrück) ist eine ehemalige deutsche Basketballspielerin.

## Laufbahn
Schiller gehörte zum Aufgebot der Auswahl des Deutschen Basketball Bundes, die im Sommer 1986 an der Junioreneuropameisterschaft in Italien teilnahm. Ihr erstes A-Länderspiel für die BRD bestritt sie Ende Mai 1987 bei einem Freundschaftsspiel gegen die Niederlande. Bis Mai 1995 kam Schiller zu insgesamt 28 A-Länderspielen.
Sie war Spielerin von BTV Wuppertal, mit dem sie zwischen 1993 und 1998 sechs Mal in Folge deutsche Meisterin und Pokalsiegerin wurde. Schiller war mit Wuppertal zudem von 1993 bis 1998 durchgehend in der Euroleague (beziehungsweise Europapokal der Landesmeister) vertreten. 1996 gewann sie mit dem BTV den wichtigsten Europapokalwettbewerb. Beruflich wurde Schiller im Bereich Baufinanzierung tätig.